# Ostry Wierch (Bieszczady)
Ostry Wierch (ukr. Гострий Верх, Hostryj Werch lub Острий Верх, Ostryj Werch) – szczyt górski w Bieszczadach Wschodnich zlokalizowany na granicy ukraińskich obwodów lwowskiego i zakarpackiego.

## Topografia
Ostry Wierch wznosi się na wysokość 1294 m n.p.m. przy wybitności równej 53 m. Znajduje się w grzbiecie wododziałowym Bieszczadów Wschodnich i pokryty jest połoniną ciągnącą się od Kińczyka Hnylskiego aż po Pikuj. Sąsiednie wierzchołki to Wielki Wierch (na północnym zachodzie; wys. 1309 m n.p.m., odległość 1,7 km) oraz Przypór (na południowym wschodzie; wys. 1285 m, odległość 650 m). Od pierwszego z wymienionych szczytów oddzielony jest bezimienną przełęczą o wysokości ok. 1230 m n.p.m., od drugiego przełęczą o wysokości ok. 1250 m n.p.m. jedynie niekiedy określaną jako Dziurawy Żłób.
Północne, stosunkowo łagodne zbocza odwadniane są przez potoki wpadające do Libuchory w dorzeczu Stryja. Z bardziej stromych zboczy południowych i południowo-zachodnich spływają potoki zasilające Żdeniwkę, dopływ Latoricy (dorzecze Cisy). Najbliższe miejscowości to Bukoweć (3,5 km na południowy zachód) po stronie zakarpackiej oraz Husne Wyżne (4,5 km na wschód) i Libuchora (4,2 km na północ) po stronie galicyjskiej.
Współcześnie przez szczyt przebiega granica obwodowa, historycznie pasmo wododziałowe stanowiło jednak granicę państwową – w okresie międzywojennym polsko-czechosłowacką, a wcześniej galicyjsko-węgierską.
Szeroka panorama z Ostrego Wierchu obejmuje szereg okolicznych pasm górskich. Na pierwszym planie widoczny jest główny grzbiet wododziałowy Bieszczadów Wschodnich – Wielki Wierch na północnym zachodzie oraz Przypór, Nondag, Zełemeny, Pikuj na południu i południowym wschodzie. Na zachodzie dominuje masyw Ponininy Równej (szczyty Równa, Hostra Hora, Lutańska Holica). Na dalszym planie na północnym zachodzie widoczne są wierzchołki Bieszczadów Zachodnich (Wielka Rawka, Kruhly Wierch, Tarnica, Krzemień). Od północy po wschód rozciąga się widok na niższe Beskidy Skolskie (Czarna Góra, Paraszka, Magura, Magij). Na południowym wschodzie w oddali można dostrzec niektóre szczyty zachodnich Gorganów, a nieco bliżej Połonin Czerwonej (Syhłański) oraz Borżawskiej (Magura Żydowska, Wielki Wierch, Stoj).

## Ochrona przyrody i turystyka
Północne zbocza góry znajdują się w granicach rezerwatu Łybuchorskiego  oraz Parku Narodowego „Bojkowszczyzna”.
Współcześnie przez szczyt przebiega znakowany na czerwono Zakarpacki Szlak Turystyczny, prowadzący cały czas głównym grzbietem Bieszczadów Wschodnich. W latach 30. XX wieku tą samą trasą przebiegał Główny Szlak Karpacki PTT. W pobliżu Ostrego Wierchu, po stronie północnej, tuż powyżej górnej granicy lasu znajdowało się wówczas schronisko Przemyskiego Towarzystwa Narciarzy nazywane zwyczajowo „schroniskiem pod Pikujem”.

## Nazwa
W dawnej nomenklaturze polskiej szczyt określano mianem Dziurawy żłób, Dziurawy Żołob, Dziurowy żołob lub Dżurowy Żołob. Na mapie Wojskowego Instytutu Geograficznego z 1937 dla szczytu pozostawiono nazwę Ostry Wierch, zaś nazwę Dziurawy Żłób przeniesiono na pobliską przełęcz oddzielającą wspomniany szczyt od Przyporu.
Współcześnie w języku ukraińskim funkcjonują równolegle nazwy Гострий Верх (Hostryj Werch) i Острий Верх (Ostryj Werch).